# Phyllophaga cinnamomea
Phyllophaga cinnamomea är en skalbaggsart som beskrevs av Blanchard 1851. Phyllophaga cinnamomea ingår i släktet Phyllophaga och familjen Melolonthidae. Inga underarter finns listade i Catalogue of Life.